# Dominique de la Chaussée
Pour les articles homonymes, voir García et Domingo García.
Dominique de la Chaussée (en espagnol Domingo de la Calzada) est un saint espagnol. Sa fête est le 12 mai. 
Né Domingo García en 1019 à Viloria de Rioja, il était le fils d'un paysan, Ximeno García.
Il a beaucoup œuvré au service des pèlerins partant pour Saint Jacques de Compostelle. Sa tombe est visible à la cathédrale de Santo Domingo de la Calzada, le village qui porte son nom.
Il est lié à l'un des miracles attaché au chemin.

### Articles liés
- Saints bâtisseurs
- Miracle du pendu-dépendu
- Santo Domingo de la Calzada (village)
- Cathédrale de Santo Domingo de la Calzada